# Vas Kata Blanka

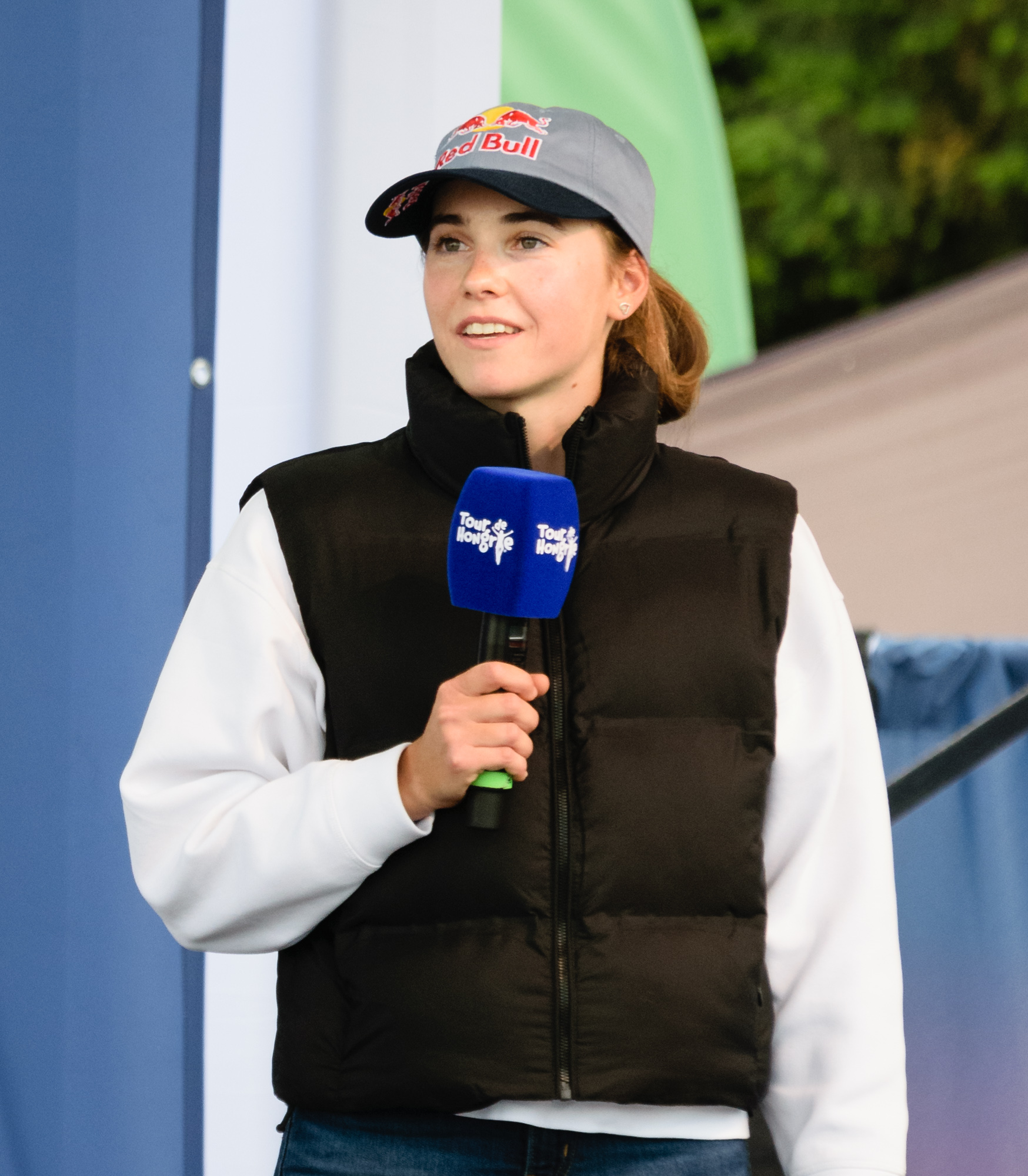
Vas Blanka interjút ad a 2025-ös Tour de Hongrie 0. napján

Vas Kata Blanka (Budapest, 2001. szeptember 3. –) olimpiai és világbajnoki negyedik magyar kerékpárversenyző.

## Pályafutása
A 2018. évi nyári ifjúsági olimpiai játékokon bronzérmet szerzett a lányok kombinált csapatversenyében.
2019-ben a hegyikerékpáros világbajnokságon csapatban (Parti András, Fetter Erik, Benkó Barbara, Baranyi Dávid Áron, Vas Kata Blanka) tizennegyedik volt, majd a juniorok versenyében lett negyedik. A 2020-as terepkerékpáros világbajnokságon az U23-asok között ezüstérmet szerzett. Októberben az U23-as hegyikerékpáros vb-n a dobogó második fokára állhatott fel. Novemberben az U23-as terepkerékpáros Eb-n lett második. A 2020-2021-es terepkerékpáros világkupa-sorozatban az ötödik helyen végzett.
A 2021-es terepkerékpáros vb-n az U23-as kategóriában bronzérmes volt. 2021 áprilisában az SD Worx szerződtette. A 2021-ben Tokióban rendezett 2020. évi nyári olimpiai játékokon minden idők legjobb magyar hegyikerékpáros helyezését elérve a negyedik helyen végzett. A felnőtt országúti világbajnokság mezőnyversenyében a negyedik helyezést szerezte meg. Október 31-én megnyerte a belgiumi Overijse-ben rendezett világkupa-futamot. Novemberben a terepkerékpáros Eb-n a felnőttek mezőnyében második lett.
A 2022. év nehezebb időszaknak bizonyult: a hirtelen megemelkedő elvárásokkal szemben az eredmények csalódást keltőek voltak. Meg kellett szoknia, hogy egy erős csapatban a figyelem több hasonlóan tehetséges versenyző között oszlik meg, és időnként segítői szerepben kell dolgozni. A 2022-es terepkerékpáros világbajnokságon 17. helyen végzett. A versenyen nem 100%-os állapotban indult el, de a rajt előtti Covid19 tesztje negatív volt. Későbbi tesztje pozitív lett. A női Giro d’Italia első szakasza után viselhette a legjobb U23-as versenyzőnek járó fehér trikót. Októberben 2024-ig meghosszabbította a szerződését az SD Worx-szel.
2023-ban a kitartó munka elkezdte meghozni az eredményeket. Februárban 11. helyen végzett a terepkerékpáros világbajnokságon. A női Vuelta második szakaszán a 4. helyen ért célba. Június elején pedig megnyerte a svájci körverseny első szakaszát, pályafutása első profi országúti szakaszgyőzelmét aratva, július 8-án megnyerte a női Giro d'Italia nyolcadik szakaszát: ezekkel az eredményekkel bebizonyította, hogy a legmagasabb szinten is állja a versenyt. Augusztus 13-án az országútikerékpár-világbajnokságon megnyerte az U23-as korosztálynak kiírt különversenyt.
A 2024-es párizsi olimpiai játékokon a hegyikerékpárosok terepversenyén a 10., az országúti mezőnyversenyben a 4. helyen végzett. A 2024-es női Tour de France (Tour de France Femmes) 5. szakaszán az első helyen végzett, amivel Vízer Barnabás, a Magyar Kerékpáros Szövetség sportigazgatója szerint „megérkezett a közvetlen élvonalba”. A szeptemberben Svájcban megrendezett országúti világbajnokságon a 10. helyen végzett.
A 2025-ös szezonban második versenyén, a Trofeo Binda olasz egynapos World Tour-versenyen második helyet szerzett.

## Eredményei

### Cyclocross
2017–2018
2. Országos Bajnokság
2. Dolná Krupa
2018–2019
1.  Országos Bajnokság
2. Poprad
2019–2020
1.  Országos Bajnokság
2.  UCI World Under-23 Championships
Ethias Cross
2. Essen
2. Ternitz
2. Topolcianky
Rectavit Series
3. Sint-Niklaas
3. Podbrezová
2020–2021
1.  Országos Bajnokság
Ethias Cross
1. Bredene
Toi Toi Cup
1. Rýmařov
Bryksy Cross
1. Gościęcin
1. Gullegem
2.  UEC European Under-23 Championships
3.  UCI World Under-23 Championships
UCI World Cup
4. Tábor
5. Hulst
5. Namur
2021–2022
1.  Országos Bajnokság
UCI World Cup
1. Overijse
3. Iowa City
3. Flamanville
4. Hulst
5. Hoogerheide
2.  UEC European Championships
X²O Badkamers Trophy
3. Koppenberg
2022–2023
1.  Országos Bajnokság
1. Ardooie
1. Woerden
Toi Toi Cup
1. Holé Vrchy
1. Hlinsko
1. Jičín
2. Oisterwijk
3.  UEC European Championships
UCI World Cup
5. Tábor
5. Maasmechelen
5. Gavere
5. Besançon
2023–2024
1. Oisterwijk
UCI World Cup
2. Hoogerheide
5. Gavere
5. Benidorm

### Mountain bike
2019
1.  Cross-country, Junior Országos Bajnokság
4. Cross-country, UCI World Junior Championships
4. Cross-country, UEC European Junior Championships
2020
Országos Bajnokság
1.  Marathon
1.  Cross-country
2.  Cross-country, UCI World Under-23 Championships
2021
1.  Cross-country, Országos Bajnokság
UCI Under-23 XCO World Cup
2. Leogang
3. Albstadt
3. Nové Město
Slovak Cup
1. Drozdovo
Izomat Cup
1. Zadov
4. Cross-country, olimpiai játékok
5. Cross-country, UCI World Under-23 Championships
2023
Országos Bajnokság
1.  Cross-country
1.  Short track
5. Cross-country, UCI World Under-23 Championships

### Országút
2018
ifjúsági olimpiai játékok
1.  kritérium
3.  lány kombinált
2019
Junior Országos Bajnokság
1.  országút
2. időfutam
V4 Ladies Series
6. Restart Zalaegerszeg
10. Pannonhalma
7. országút, UCI World Junior Championships
2020 (1 pro win)
National Championships
1.  országút
2. időfutam
5. Trophée des Grimpeuses
6. Országút, UEC European Under-23 Championships
7. Grand Prix International d'Isbergues
2021 (2)
Országos Bajnokság
1.  időfutam
1.  országút
2.  országút, UEC European Under-23 Championships
4. országút, UCI World Championships
9. Overall Challenge by La Vuelta
2022 (2)
Országos Bajnokság
1.  időfutam
1.  országút
8. GP de Plouay
2023 (4)
1.  országút, UCI Road World Under-23 Championships
Országos Bajnokság
1.  időfutam
1.  országút
1. 8. szakasz Giro Donne
1. 1. szakasz Tour de Suisse
2024 (2)
1.  országút, Országos Bajnokság
1. 5. szakasz Tour de France Femmes
4. országút, olimpiai játékok
La Vuelta Femenina
 a 2–3. szakaszok után
 a 3–4. szakaszok után

#### Összetett eredmények
| Grand Tour                       | 2021 | 2022 | 2023 | 2024 | 2025 |
| -------------------------------- | ---- | ---- | ---- | ---- | ---- |
| La Vuelta Femenina               | DNE  | DNE  | 75   | 57   |      |
| Giro Rosa                        | —    | 51   | 43   | 41   |      |
| Tour de France Femmes            | DNE  | —    | —    | 63   | 76   |
| Többszakaszos verseny            | 2021 | 2022 | 2023 | 2024 | 2025 |
| Ceratizit Challenge by La Vuelta | 9    | 28   | NH   | NH   |      |
| Tour of Scandinavia              | —    | 18   | —    | NH   |      |
| Itzulia Women                    | NH   | —    | 14   | 42   |      |
| Vuelta a Burgos Feminas          | —    | —    | 21   | —    |      |
| Tour de Suisse                   | —    | —    | 33   | —    | 44   |

#### Klasszikusok
| Monumentum                    | 2022 | 2023 | 2024 | 2025 |
| ----------------------------- | ---- | ---- | ---- | ---- |
| Flandriai körverseny          | —    | —    | —    | 45   |
| Párizs–Roubaix                | —    | —    | —    | 53   |
| Liège–Bastogne–Liège          | 30   | —    | 80   |      |
| Klasszikus                    | 2022 | 2023 | 2024 | 2025 |
| Amstel Gold Race              | 24   | —    | 83   | 59   |
| La Flèche Wallonne            | 40   | —    | DNF  |      |
| Classic Lorient Agglomération | 8    | —    | —    |      |

#### Bajnokságok
| Event              | Event    | 2020 | 2021 | 2022 | 2023 | 2024 | 2025 |
| ------------------ | -------- | ---- | ---- | ---- | ---- | ---- | ---- |
| Olimpiai játékok   | országút | NH   | —    | NH   | NH   | 4    | NH   |
| Világbajnokság     | országút | 54   | 4    | —    | 11   | 10   |      |
| Országos Bajnokság | időfutam | 2    | 1    | 1    | 1    | —    | —    |
| Országos Bajnokság | országút | 1    | 1    | 1    | 1    | 1    | 1    |

| —   | Nem indult        |
| DNF | Nem ért célba     |
| OTL | Időlimiten túl    |
| DNE | Nem létezett      |
| IP  | Folyamatban       |
| NH  | Nem rendezték meg |

## Díjai, elismerései
- Az év magyar kerékpárversenyzője: 2020, 2021,[42] 2022,[43] 2023,[44] 2024[45]
- Az év magyar országúti kerékpárversenyzője: 2019, 2024[46]
- Az év magyar hegyikerékpárosa: 2024[46]
- Az év magyar terepkerékpárosa: 2024[46]

## Fordítás
- Ez a szócikk részben vagy egészben  a   Blanka Vas című angol Wikipédia-szócikk ezen változatának fordításán alapul.  Az eredeti cikk szerkesztőit annak laptörténete sorolja fel. Ez a jelzés csupán a megfogalmazás eredetét és a szerzői jogokat jelzi, nem szolgál a cikkben szereplő információk forrásmegjelöléseként.